# 1907 코파 델 레이 결승전
1907 코파 델 레이 결승전(스페인어: La Final de la Copa del Rey de 1907)은 스페인 축구 컵대회인 코파 델 레이의 5번째 결승전이다. 이 경기는 1907년 3월 30일에 마드리드의 이포드로모에서 열렸다. 이 경기는 비스카야 빌바오와 마드리드 축구단 간의 경기였다.
이 경기는 본래 계획된 결승전이 아니였는데, 대회가 리그전으로 진행되었기 때문이다. 이에도 불구하고, 두 구단이 모두 승점 6점으로 리그전을 마쳤기 때문에 우승을 결정할 경기가 진행되었다.
마드리드 축구단은 통산 3번째 우승을 거두면서 트로피를 영구 소장하였다.

## 경기 상세 정보
| 마드리드 축구단     | 1–0 | 비스카야 빌바오 |
| ------------------- | --- | --------------- |
| 마누엘 프라스트 80′ |     |                 |

| 마드리드 축구단:     |  |
|                      |  |
| 마누엘 알칼데        |  |
| 호세 베라온도 (주장) |  |
| 호아킨 야르사        |  |
| 호세 키란테          |  |
| 앙리 노르망          |  |
| 마누엘 야르사        |  |
| 아르만도 히랄트      |  |
| 페데리코 레부엘토    |  |
| 호세 히랄트          |  |
| 마누엘 프라스트      |  |
| 페드로 파라헤스      |  |

| 비스카야 빌바오:      |  |
|                       |  |
| 페르난도 아수에로     |  |
| 알폰소 세나           |  |
| 후안 아르수아가       |  |
| 미겔 세나             |  |
| 시몬스                |  |
| 에르메네힐도 가르시아 |  |
| 카르데나스            |  |
| 토마스 무르가         |  |
| J. 이리사르           |  |
| 셀라다                |  |
| 베니그노 라레아       |  |